# Garland (Wyoming)
Garland is een plaats (census-designated place) in de Amerikaanse staat Wyoming, en valt bestuurlijk gezien onder Park County.

## Demografie
Bij de volkstelling in 2000 werd het aantal inwoners vastgesteld op 95.

## Geografie
Volgens het United States Census Bureau beslaat de plaats een oppervlakte van 8,0 km², geheel bestaande uit land. Garland ligt op ongeveer 1297 m boven zeeniveau.

## Plaatsen in de nabije omgeving
De onderstaande figuur toont nabijgelegen plaatsen in een straal van 44 km rond Garland.